# Sami Hinkka
Sami Hinkka (Finska, 27. travnja 1978.) basist je viking/folk metal sastava Ensiferum, kojem se pridružio 2004. godine. Prije Ensiferuma svirao je u melodičnom death/doom metal sastavu Rapture. Dvije je godine svirao u objema grupama, ali je 2006. godine napustio Rapture i posvetio se Ensiferumu. Uz bas-gitaru pjeva prateći death growl i čisti vokal. Glavni je tekstopisac u Ensiferumu.